# Аксу (Казахстан)
Вижте пояснителната страница за други значения на Аксу.
Аксу (на казахски: Ақсу, на руски: Аксу) е град в Източен Казахстан със статут на самостоятелен район в Павлодарска област. Разположен е на около 50 км югоизточно от областния център Павлодар, на срещуположния ляв бряг на река Иртиш.

## История
Възникването на града е свързано с откриването на находища на въглища в околностите на Екибастуз. Развитието на параходството по течението на река Иртиш и завършването на жп линията до сибирския град Омск, разположен на долното течение на Иртиш, обуславят нуждата от изграждане на жп линия от Екибастуз до левия бряг на Иртиш. През началото на 1899 г. Воскресенското акционерното рудодобивно общество избира най-подходящото място на левия бряг на Иртиш за строителство на пристан и начало на жп линията до Екибастиз. Мястото се наричало Къзъл Шърпъ. По-късно същата година започва изграждането на 110 км железопътна линия, която е завършена през октомври 1899 г. и е била наречена „Воскресенска“.
На Воскресенския пристан били построени жилищни сгради за служителите на жп линията, бараки за работниците, гара, локомотивно депо, магазин, складове, обществена баня, работилници, дъскорезница, мелница и др. постройки.. Така възникнало пристанището Воскресенск. Новодошлите трябвало да построят къщите си с местни материали – глина, тръстика и слама, поради което селището им започнало да се нарича Глинка. Селото постепенно се разраства, особено интензивно след бунтовете от 1906 г., когато мигрантите поемат към казахската и сибирската степ. През 1911 г. населението на работническото селище достига 1000 души. През 1913 г. със заповед на губернатора на Степния край Воскресенск и Глинка са обединени в ново селище, наречено Ермак в чест на Ермак Тимофеевич – руския завоевател на Западен Сибир от 16 век. През 1914 г. е създаден първият общоустройствен план на селището, а през 1917 г. вече е крупно село. С указ Президиумът на Върховния съвет на Казахската ССР от 23 октомври 1961 г. обявява Ермак за град. През 60-те години на 20-и век Ермак става отправна точка на канала Иртъш-Караганда, който черпи вода от един от разклоненията на Иртиш в непосредствена близост до града. С Указ на Президиума на Върховния съвет на Република Казахстан от 4 май 1993 г. градът е преименуван на Аксу, което от казахски се превежда като „Бяла река“.